# Propiska
La Propiska (ruso: прописка; siendo el término completo прописка по месту жительства, transliterado como propiska po mestu zhítelstva, “registro del lugar de residencia”) era el sistema de control estatal de migraciones de la población establecido en la Unión Soviética y en algunos estados sucesores, incluida la propia Rusia, que en principio consiste en la adscripción de los ciudadanos a una residencia fija permanente.

## Etimología del término
El nombre deriva del verbo ruso “propisat” ("escribir dentro de") y significa “inscribir el pasaporte dentro de un libro de registro” de una determinada administración local. 

## Generalidades
El ciudadano está obligado a registrarse en su lugar de residencia. Normalmente este registro lleva aparejada la anotación del hecho en el pasaporte u otro documento de identidad personal. El documento de identificación personal es llamado "Pasaporte", funcionando como un "Pasaporte Interno", y sobre este documento es en el que se anota la inscripción.
La diferencia principal de los sistemas de registro del lugar de residencia y el sistema de empadronamiento que existe en muchos países democráticos consiste en su carácter de autorización. A pesar de que en los países democráticos de una u otra manera hay un registro de residencia, el carácter de autorización conlleva una restricción de la libertad de movimiento, así como de otros derechos y libertades del ciudadano, aunque sea justificado con el motivo de ejercer las obligaciones del estado para sus ciudadanos.

## LaPropiskaen la Unión Soviética

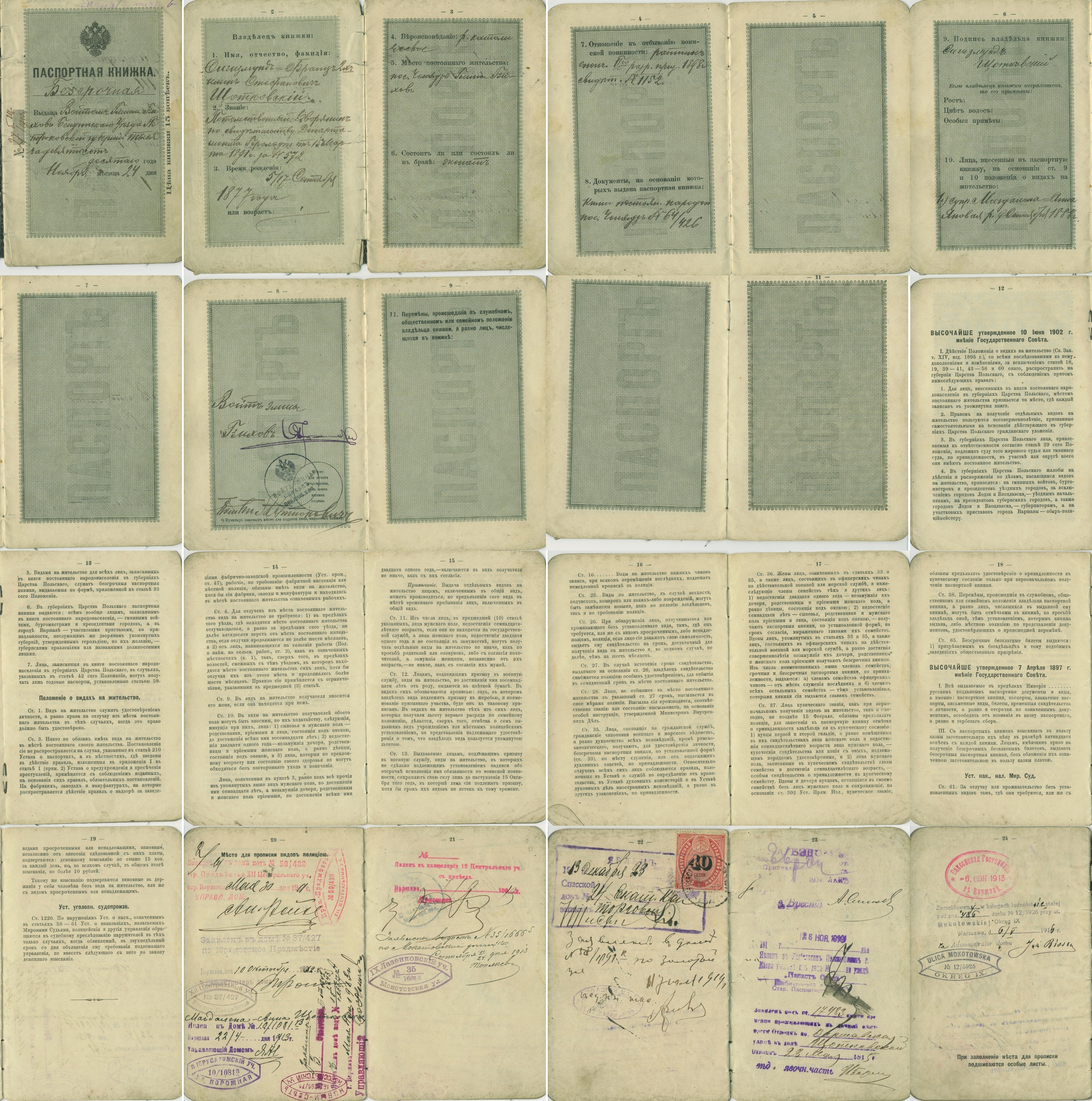
Pasaporte interno de los tiempos zaristas.

El sistema de la propiska era similar al sistema zarista de pasaportes internos, el cual fue abolido por los bolcheviques en 1917.
La figura de la propiska se introduce en la URSS en octubre del año 1922 con el fin de obtener el gobierno una información completa y exhaustiva de los habitantes que viven en las distintas localidades del país, así como todos sus movimientos. Hasta diciembre de 1932, este registro se llevaba con carácter de notificación, aplicándose la intención legislativa original de la obligación de registrar sus documentos en registros especiales al efecto. Era obligatorio un registro actualizado y exacto de la población, correspondiéndole a la administración de la vivienda, haciendo la declaración de las personas que han llegado y que se han marchado. 
Más adelante, se restablece el sistema Pasaportes Internos en diciembre de 1932, en principio solo para una serie de localidades de la URSS, que había sido previamente anulado el año 1917, creándose el Servicio de Pasaportes y Visados (ruso : Паспортно-визовая служба, con las siglas PVS (en ruso, ПВС), encuadrado en la estructura del Ministerio del Interior (NKVD -  НКВД). El PVS tuvo como misión el recuento de la población de las ciudades, barrios obreros y casas nuevas, el desalojo de estos lugares de personas que no ocupen un trabajo de utilidad social, así como la limpieza de “kuláks” ocultos, delincuentes y antisociales, como objetivo el reforzamiento de la dictadura del proletariado. (Orden del 27 de diciembre de 1932 sobre el restablecimiento del sistema de pasaportes en la URSS y registro obligatorio de pasaportes). El PVS era el encargado de regular la obligación del registro de la población. Entre el año 1933 y 1935, la característica de registro se cambia gradualmente al de autorización, convirtiéndose en una de las figuras de la administración del Estado.
Aunque ninguna de las tres constituciones soviéticas prohibiese la libre circulación de ciudadanos dentro del país, la existencia del sistema de pasaportes internos con la inscripción en el registro, la realidad es que esta imponía restricciones a la movilidad interna de la población.
A pesar de la diferencia evidente en las características entre la Propiska y el régimen de servidumbre zarista, la existencia del pasaporte interno y la Propiska en las localidades con un ordenamiento especial, ponían a su poseedor en una situación de privilegio. Las personas que no poseían el pasaporte o Propiska, se veían privados de la mayoría de los derechos que concedía al ciudadano el estado soviético. En determinados momentos de la historia soviética, los pasaportes de los mismos se guardaban en un organismo centralizado, con el pretexto de su conservación, lo que tenía como efecto que los campesinos no tenían la posibilidad de abandonar las zonas rurales. En especial, la obtención de un trabajo sin la Propiska se hacía especialmente difícil, al ser un requisito esencial para el mismo.
En Moscú y Leningrado, así como en otras localidades desarrolladas y atractivas para vivir, era especialmente difícil registrarse. Uno de los modos legales de conseguir la Propiska de Moscú era trabajar en especialidades específicas en las poco atrayentes zonas fronterizas o casarse con un moscovita.
A la población que tenía derecho a la Propiska, se le extendía gratuitamente, y en el año 1974 se le entrega a todos los ciudadanos de la Unión Soviética. Con la implementación de la nueva ordenación de pasaportes de la URSS de 1974, para el ciudadano cambiar de lugar de residencia o viaje a otra localidad de forma temporal por un periodo superior a mes y medio, estaba obligado a ser inscrito a la salida (habiendo previamente confirmado la disponibilidad de vivienda en el nuevo lugar), y obligado también a la llegada a su destino, a entregar el consentimiento de la persona que concede la vivienda. Se hace la excepción en las comisiones de servicio, las vacaciones, las visitas a las “dachas” (casas de campo), el descanso o tratamiento médico. Todas las acciones de solicitud y registro, incluso para las gestiones personales a la administración pública, al ciudadano le llevaban tres días. Además, la administración tenía el derecho a la denegación inmotivada de la solicitud de registro en un nuevo lugar de residencia, disponiendo en ese caso, de 7 días para abandonarla y volver a la localidad de origen. Encontrarse sin registrar en cualquier lugar del territorio de la URSS estaba completamente prohibido.

## LaPropiskaen la Rusia post-comunista
En Rusia, la figura de la Propiska fue legislativamente sustituida en el año 1993 por el registro en el lugar de residencia. Al mismo tiempo, introduce la noción de lugar de estancia. Según la opinión de algunos observadores, esto tuvo lugar en parte por la presión de las Organizaciones Internacionales que exigían el respeto al derecho de los ciudadanos a la libertad de movimiento y elección del lugar de residencia. 
En la actualidad, la obligación de registrarse en el lugar de residencia y estancia, está determinado por la ley de 1993 Sobre el derecho de los ciudadanos de la Federación de Rusia de libertad de movimiento, elección del lugar de estancia y residencia dentro de los límites de la Federación de Rusia  y por las Reglas de registro y traslado de ciudadanos de la Federación de Rusia, de estadística por lugar de estancia y residencia dentro de los límites de la Federación Rusa  de 17 de julio de 1995. Sin embargo, el documento básico por el que se guían los organismos del Ministerio del Interior (Militsia) así como los órganos estadísticos, es la instrucción del Departamento del Ministerio del Interior publicado el mismo año, desarrollando las “normas” gubernamentales, que en realidad reproduce el procedimiento de registro tal como se contemplaba en el sistema de pasaportes de 1974. En violación habitual de la ley que exige la inscripción para una estancia de más de 10 días, y por tanto, permite vivir 10 días sin registro, se impone una multa a todo aquel que no pueda demostrar que lleva menos de 3 días sin registrar.
Una diferencia importante del sistema nuevo introducido, es el registro en el lugar de residencia en vez de la localidad, como se establecía en el de 1974. En la práctica esta distinción es insignificante, sometiéndose los ciudadanos a las multas por no estar empadronados en la localidad en la que se encuentran, o dentro de los límites de la localidad, pero que no han registrado la nueva dirección. 
A pesar de una serie de sentencias del Tribunal Constitucional de la Federación Rusa que anula las incongruencias más escandalosas sobre el registro en el lugar de residencia y estancia con respecto al derecho constitucional de libertad de movimiento, permanecen otras menos evidentes. Además, en algunas localidades de Rusia, incluida Moscú, han aprobado reglas propias sobre el registro en el lugar de residencia y estancia, también impugnada por las sentencias del Tribunal Constitucional, encaminadas al objetivo de la aplicación de la Propiska como instrumento de regulación administrativa de la migración popular en el sentido “soviético”. Las novedades con respecto al periodo soviético, es el uso de la introducción de la figura del “lugar de estancia” en el sentido de permisos para la estancia en los territorios de la Federación de Rusia. Aunque estos procedimientos no se ajustan a la ley, es la costumbre aplicada por los funcionarios del estado, y aceptado por la población.
En los lugares de Rusia donde la autoridad local tiene interés en la especial observación del régimen de registro, están muy extendidos los controles de comprobación en las calles, con el objetivo principal del descubrimiento de personas que no estén registrados en la localidad. Tales ciudadanos son multados, o como se confirma por multitud de denuncias, son extorsionados para el pago de sobornos. La lucha de la administración es limitada, reduciéndose básicamente a declaraciones. Sin embargo, desde diciembre del 2003, con las enmiendas al Código Legal, anula las penalizaciones a transgresiones administrativas por estancia sin haberse registrado dentro del territorio de la federación, solo penalizando la ausencia de registro en el lugar de la residencia, situando la carga de la prueba en los propios funcionarios de policía. Esto ha puesto fin a la identificación indiscriminada de ciudadanos en las calles. Solo el desconocimiento de los ciudadanos permite a la policía continuar con esta práctica.
Una liberalización del régimen de la «Propiska» fue hecha por el Decreto de Gobierno de la Federación de Rusia el 22 de diciembre de 2004, sustituyendo el plazo de registro, de 3 a 90 días. De esta manera, los ciudadanos rusos tienen la posibilidad de vivir en cualquier localidad sin registrarse, con solo viajar una vez cada tres meses, y conservando el comprobante de viaje como prueba.
Es necesario destacar que los problemas de los emigrantes no se limitan solo a la acción de la policía en la calle, sino para la tramitación de documentos, tanto el pasaporte interno como para viajar al extranjero, los permisos de conducir, etc. Sin este registro, no se consigue la cobertura médica laboral (seguro médico obligatorio), se hace muy difícil el alquiler de un vehículo o poder acceder a un crédito bancario. Es necesario reconocer que hacen falta duros esfuerzos para reformar la herencia del sistema soviético en cuanto al control de la sociedad civil y la distribución de recursos.